# 7-Dehydrocholesterol
7-Dehydrocholesterol, 7-DHC – organiczny związek chemiczny, pochodna cholesterolu, będący prowitaminą D3. Pod wpływem promieniowania UV powstaje z niego w skórze prewitamina D3, która ulega przekształceniu do nisko aktywnej formy – lumisterolu lub tachysterolu, z których pod wpływem ciepła powstaje właściwa witamina D3, czyli cholekalcyferol.